# 168-ма піхотна дивізія (Третій Рейх)
168-ма піхотна дивізія (Третій Рейх) (нім. 168. Infanterie-Division) — піхотна дивізія Вермахту за часів Другої світової війни.

## Історія
168-ма піхотна дивізія була сформована 1 грудня 1939 року під час 7-ї хвилі мобілізації в Герліці у VIII військовому окрузі.

## Райони бойових дій
- Німеччина (грудень 1939 — липень 1941);
- СРСР (південний напрямок) (липень 1941 — лютий 1944);
- Польща (квітень 1944 — лютий 1945);
- Німеччина (лютий — травень 1945).

## Командування

### Командири
- генерал-лейтенант Вольф Бойзен (нім. Wolf Boysen) (11 грудня 1939 — 11 січня 1940);
- генерал-лейтенант, доктор Ганс Мундт (нім. Hans Mundt) (11 січня 1940 — 8 липня 1941);
- генерал-лейтенант Дітріх Крайсс (нім. Dietrich Kraiß) (8 липня 1941 — 9 березня 1943);
- генерал-лейтенант Вальтер Шаль де Больє (нім. Walter Chales de Beaulieu) (9 березня — 1 грудня 1943);
- генерал-лейтенант Вернер Шмідт-Гаммер (нім. Werner Schmidt-Hammer) (1 грудня 1943 — 8 серпня 1944);
- генерал-майор Карл Андерс (нім. Carl Anders) (8 серпня — 9 грудня 1944);
- генерал-лейтенант Вернер Шмідт-Гаммер (9 грудня 1944 — 6 січня 1945);
- генерал-майор, доктор Максиміліан Росскопф (нім. Maximilian Roßkopf) (6 січня — 19 лютого 1945);
- генерал-лейтенант Вернер Шмідт-Гаммер (квітень — 8 травня 1945).